# بزرگ‌پولک‌بالان
بزرگ‌پولک‌بالان(نام علمی: Macrolepidoptera) نام یک کلاد از زیرراسته ناهم‌رگه‌ها است.